# Adobe Illustrator
Adobe Illustrator (AI) és un editor de gràfics vectorials en forma de taller d'art que treballa sobre un tauler de dibuix, conegut com a «taula de treball» i està destinat a la creació artística de dibuix i pintura per a il·lustració (il·lustració com a branca de l'art digital aplicat a la il·lustració tècnica o el disseny gràfic, entre d'altres). És desenvolupat i comercialitzat per Adobe Systems i constitueix el seu primer programa oficial del seu tipus a ser llançat per aquesta companyia definint en certa manera el llenguatge gràfic contemporani mitjançant el dibuix vectorial.
Adobe Illustrator conté opcions creatives, un accés més senzill a les eines i una gran versatilitat per produir ràpidament gràfics flexibles els usos es donen en (maquetació-publicació) impressió, vídeo, publicació a la web i dispositius mòbils. Les impressionants il·lustracions que es creen amb aquest programa li han donat una fama de talla mundial a aquesta aplicació de maneig vectorial entre artistes gràfics digitals de tot el planeta, però, el fet que hagués estat llançat al principi per executar-se només amb el sistema operatiu Macintosh i que el seu maneig no resultés molt intuïtiu per a les persones amb molt poc rerefons en maneig d'eines tan avançades va afectar l'acceptació d'aquest programa entre el públic general d'alguns països.
Actualment forma part de la família Adobe Creative Cloud i té com a funció única i primordial la creació de material gràfic-il·lustratiu altament professional basant-se per a això en la producció d'objectes matemàtics anomenats vectors. L'extensió dels seus arxius és .AI (Adobe Illustrator). La seva distribució ve en diferents presentacions, que van des de la seva forma individual fins com a part d'un paquet sent aquests: Adobe Creative Suite Design Premium i Versió Standard, Adobe Creative Suite Web Premium, Adobe Creative Suite Production Studio Premium i Adobe Creative Suite Master Collection.

## Història
Després de l'èxit del programa per impressores, Adobe PostScript, que de fet va ser el que va iniciar l'apertura d'Adobe l'any 1982, Adobe Illustrator va ser produït aleshores per executar-se tan sols dins dels sistemes d'Apple Macintosh l'any 1986. El seu llançament oficial va ser l'any següent, el gener de 1987, sota la versió Adobe Illustrator 1.1.
Adobe Illustrator, igual que la sèrie de programes creats en aquella època (processadors de text, fulls de càlcul) eines més especialment particulars i curioses, i una de les raons per la que es apreciat, Inada i Illustrator significava un cert repte en el moment de entendre'l, ja que la seva corba d'aprenentatge era relativament baixa.
L'impacte de les seves últimes versions: A CS3, CS4, CS4, CS5, CS6 i CC, una millor edició del traç (ofereix, per exemple, una millor accessibilitat a aquests permetent als usuaris amb certs problemes de visibilitat una millor manipulació dels mateixos i, per tant, més comoditat), eines interactives, etc.
Però entre el que més sorprèn és el fet que s'hagi acollit, per fi, a la creació de múltiples taules de treball, després de més de 20 anys d'estar al mercat i d'haver-se llançat últimes modificacions, millores i introducció de noves eines, hi ha donat molt bons resultats per aquesta aplicació respecte a ventes i popularitat, incrementant-les de manera significativa durant els últims tres anys amb comparació amb els anteriors.